# Dyckerhoff (Zementhersteller)
Die Dyckerhoff GmbH ist ein ehemals börsennotierter Zement- und Baustoffhersteller mit Sitz in Wiesbaden und heute eine hundertprozentige Tochter der italienischen Buzzi Unicem. Das Unternehmen ist nicht zu verwechseln mit der ehemaligen Dyckerhoff & Widmann AG (Dywidag) mit Sitz in München.

## Geschichte

### Gründung und frühe Jahre

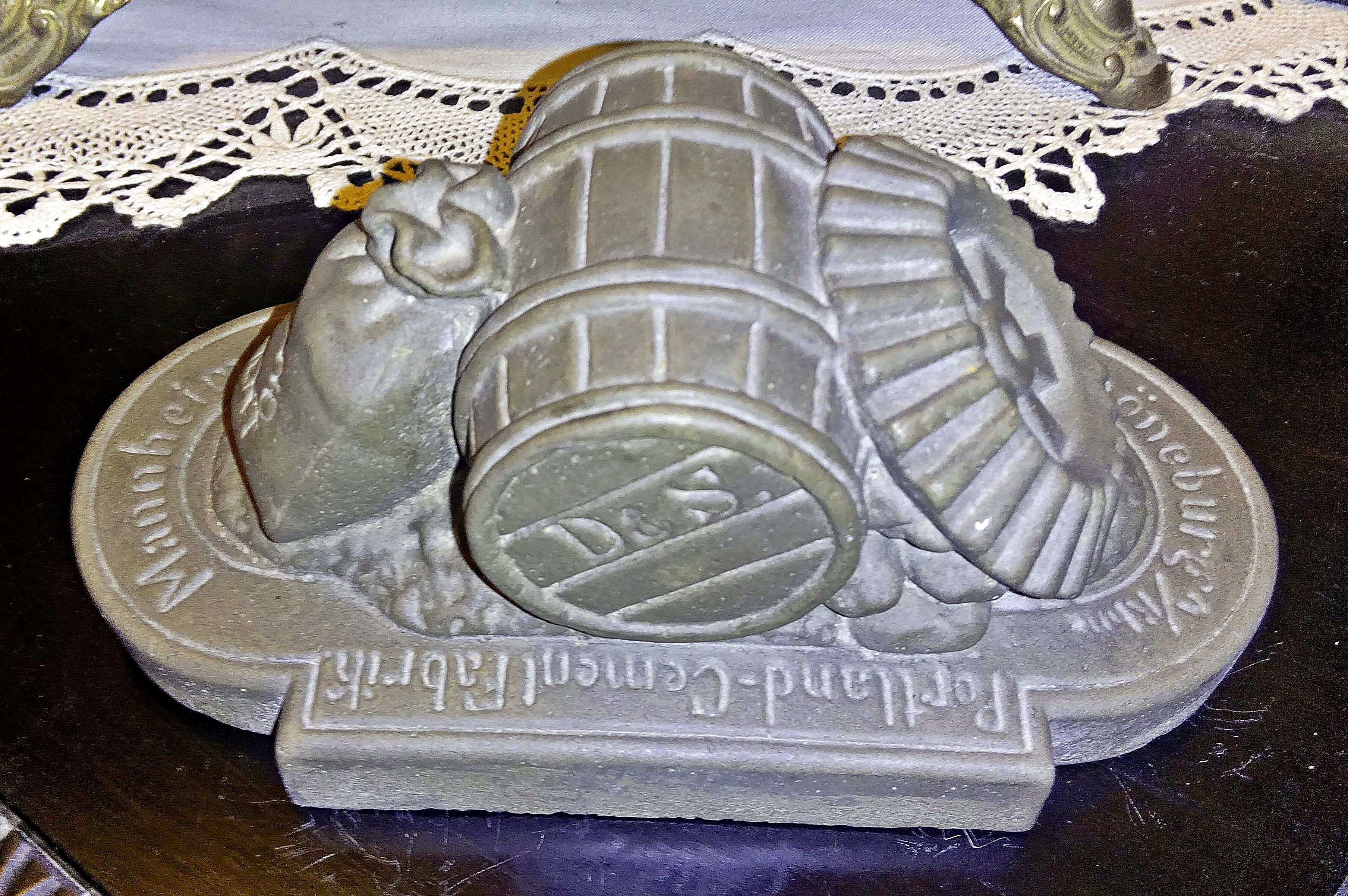
Zement-Briefbeschwerer, Dyckerhoff & Söhne, Amöneburg und Mannheim, um 1910

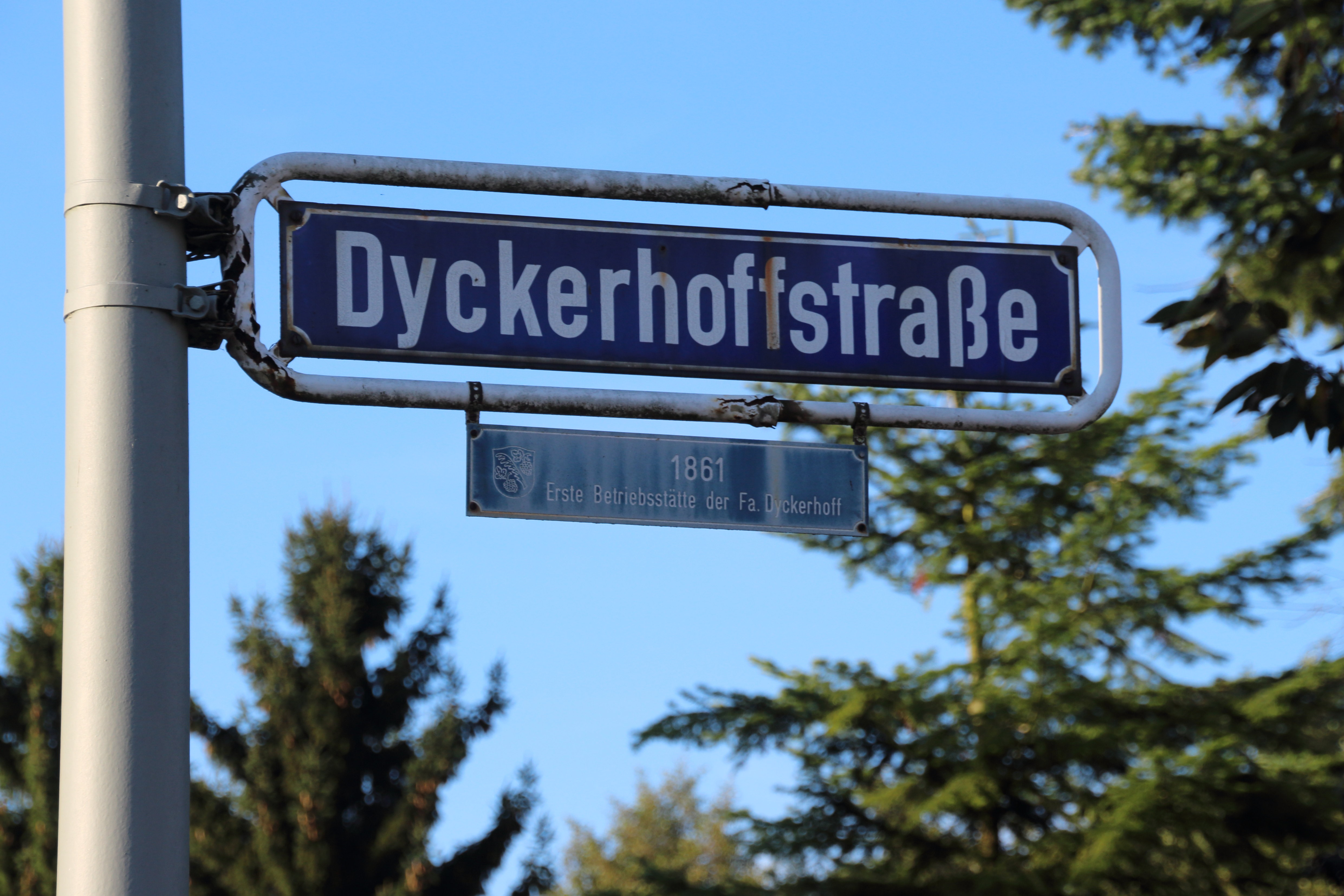
Dyckerhoffstraße in Hattenheim

Wilhelm Gustav Dyckerhoff gründete am 4. Juni 1864 zusammen mit seinen Söhnen Gustav und Rudolf in Amöneburg die Portland-Cement-Fabrik Dyckerhoff & Söhne. Vorangegangen war am 1. Juni 1861 die Gründung des Zementwerks Dyckerhoff & Brentano in Hattenheim im Rheingau und – mangels effizienter Betriebsergebnisse – die Errichtung eines ersten Ringofens in Amöneburg im Frühjahr 1863 durch dieses Vorläufer-Unternehmen. Da weiterhin Verluste erwirtschaftet wurden, kündigte Dyckerhoff im Jahr 1864 den Vertrag mit Carl Brentano und holte stattdessen seine Söhne Gustav als kaufmännischen Leiter und Rudolf als technischen Leiter in das Unternehmen. Bereits fünf Jahre später wurden ca. 100 Arbeiter in dem ständig expandierenden Betrieb beschäftigt, 1883 war die Zahl der Mitarbeiter auf rund 500 gestiegen. Ab 1870 betrieb das Unternehmen den Kalksteinbruch Dyckerhoffbruch. Das Unternehmen erhielt für seine abgestuften Produkte nationale und internationale Auszeichnungen. Für das Fundament der 1886 eingeweihten New Yorker Freiheitsstatue steuerte Dyckerhoff 1884 achttausend Fässer Portlandzement bei, was 1360 Tonnen entspricht. Der übrige verwendete Zement stammte aus den USA.
1909 wurden die ersten Drehrohröfen in der Amöneburger Zementfabrik in Betrieb genommen, die eine weitere Produktionssteigerung gegenüber den bisherigen Ringöfen mit sich brachten. 1911 firmierte das Unternehmen in Dyckerhoff & Söhne GmbH um, 1913 überschritt die Zementproduktion mit 400.000 Jahrestonnen alle bisherigen Ergebnisse. 1921 wurde mit der Gründung der N. V. Dyckerhoff’s Cement Handelsmaatschappij als Vertriebsunternehmen in den Niederlanden ein wichtiger Grundstein zur künftigen internationalen Unternehmenspolitik gelegt. In der Zeit der Hochinflation ließ das Unternehmen 1922–1923 nach Plänen des Architekten Paul Korff den Landwirtschaftsbetrieb Hesslerhof in Amöneburg erbauen, dessen Erzeugnisse die Lebensmittelversorgung der Belegschaft absichern sollten.
In den Jahren von 1925 bis 1928 wurde der einsturzgefährdete Mainzer Dom mit rund 10.000 Kubikmeter Beton aus dem Zementprodukt „Dyckerhoff-Doppel“ gerettet, 1928 das Stadion von Montevideo unter Verwendung desselben Baustoffs errichtet. 1931 fusionierte das Unternehmen mit der kurz vor einer Insolvenz stehenden Wicking’schen Portland-Cement- und Wasserkalkwerke AG zur Portland-Zementwerke Dyckerhoff-Wicking AG, was zunächst zu erheblichen finanziellen Schwierigkeiten führte, sich langfristig jedoch auszahlte.
Walter Dyckerhoff war der Erfinder des Weißzements, der unter dem Markennamen „Dyckerhoff Weiß“ 1931 eingeführt wurde, und heute noch über die Grenzen Deutschlands hinaus als Synonym für weißen Portlandzement verwendet wird.
Im Lauf der 1929 einsetzenden Weltwirtschaftskrise wurden nach Absatzrückgang von über 20 Prozent im Jahr 1932 und damit verbundenen finanziellen Verlusten zunächst etliche Betriebe der Wicking-Werke in Westfalen stillgelegt, im darauf folgenden Winter stoppte sogar die Produktion im Stammwerk Amöneburg. Im Zuge der Sanierung des Unternehmens wurden 1934 die Dyckerhoff-Wicking-Kalkwerke GmbH in Münster (dem alten Wicking-Sitz) gegründet und ausgegliedert, das Kapital umgeschichtet und auf die nationalsozialistischen Arbeitsbeschaffungsmaßnahmen insbesondere im Straßenbau gesetzt. 1936 wurde das Unternehmen, das mittlerweile wieder Gewinn erwirtschaftete, in Dyckerhoff Portland-Zementwerke AG umbenannt. Autobahnbau, die Entwicklung eines Verfahrens von Tonerdehydrat aus Kesselschlacke, das für die Aluminium-Produktion und damit auch für den Flugzeugbau bedeutsam war („Dyckerhoff-Séailles-Verfahren“), die Beschäftigung von Zwangsarbeitern und Kriegsgefangenen während des Zweiten Weltkriegs und andere Maßnahmen verhalfen dem Unternehmen zu großem Aufschwung, dem durch Bombenangriffe auf wichtige westfälische Werke im März 1944 und auf das Stammwerk in Amöneburg im September 1944 ein Ende gesetzt wurde.

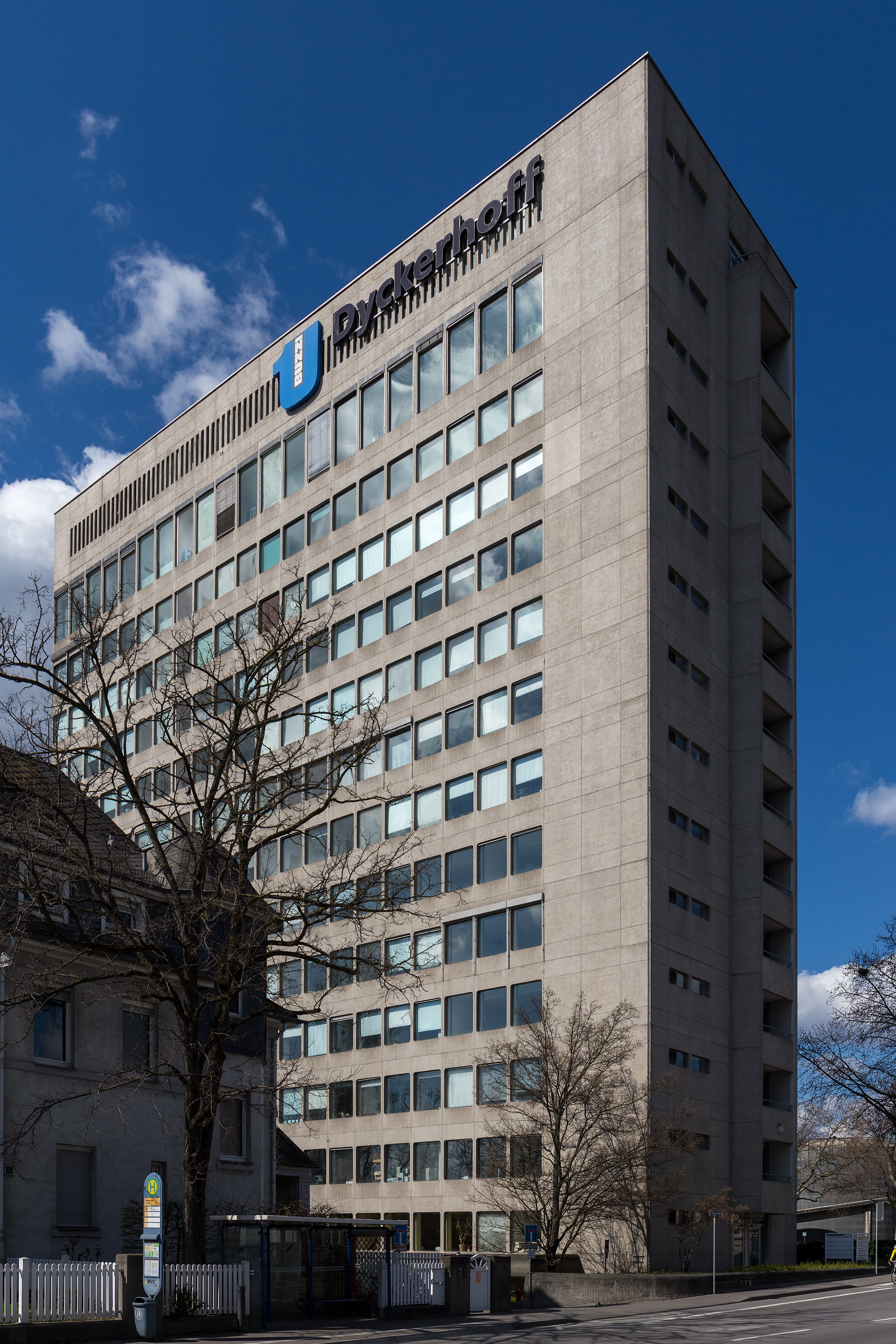
Dyckerhoff-Hochhaus im Wiesbadener Stadtteil Amöneburg

### Zeit ab 1945
Der bisherige technische Leiter des Unternehmens Walter Dyckerhoff emigrierte nach dem Krieg zunächst in die Schweiz und dann nach Argentinien; auch weitere personelle Konsequenzen wurden 1945 gezogen und die Unternehmensleitung jüngeren Mitgliedern der Familie Dyckerhoff bzw. eingeheirateten Anverwandten übertragen.
1956 wurde der Name in Dyckerhoff Zementwerke AG geändert. Ende der 1950er Jahre erfolgte auch der Einstieg in das Transportbeton-Geschäft. Das Unternehmen betrieb unter anderem das Bonner Zementwerk: Bereits 1928/29 hatte sich Dyckerhoff durch Aktienerwerb eine Sperrminorität an der 1853 gegründeten  Bonner Bergwerks- und Hütten-Verein Aktiengesellschaft gesichert. Deren Zementwerk bei Oberkassel wurde schließlich 1988 abgerissen. Im Jahr 1963 nahm Dyckerhoff sein Zweigwerk in Göllheim in der Pfalz in Betrieb und verfügte damit neben dem Stammsitz in Amöneburg, den westfälischen Werken in Lengerich und in Mark sowie dem aus dem "Erbe" der Fusion mit Wicking stammenden, 1930 in Betrieb genommenen Werk Neuwied über mehrere bedeutende Standorte der deutschen Zementproduktion.
Über zahlreiche Beteiligungen erwarb die Dyckerhoff Zementwerke AG in der Folgezeit auch Einfluss auf den Baustoff- und Farbenhandel. 1971 erreichte der Absatz des Konzerns allein im Zementsektor die Marge von 10 Millionen Tonnen. Beteiligungen an anderen Zementwerken, 1972 die Inbetriebnahme des neuen großen Werks Neubeckum, die Beteiligung an luxemburgischen und französischen Unternehmen folgten schnell hintereinander.
Nach einer kurzen Rezession 1975 setzte das Unternehmen seinen Erfolgskurs fort, 1980 dann auch mit einer ersten Tochtergesellschaft in den USA. Im Jahr 1985 erhielt das Unternehmen den Namen "Dyckerhoff AG" und ein neues Logo (siehe Bild rechts). Im selben Jahr wurden u. a. auch die Dyckerhoff Sopro GmbH und die "Dytec Beteiligungs-Verwaltungsgesellschaft mbH" als deren, der "ispo GmbH", der "Eduard Dyckerhoff GmbH" und anderer Firmen Holdinggesellschaft gegründet. Mit diesem Schritt vereinigte die Dyckerhoff AG große Teile der deutschen Feinmörtelaktivitäten in einer Gesellschaft.

Zu den Geschäftsführern der Dykerhoff Transportbeton GmbH gehörte Kurt Bischof (* 1936), der auch Geschäftsführer der ebenfalls in Wiesbaden ansässigen Beton Union GmbH. & Co. KG. war. Ab Ende der 1980er Jahre verstärkte Dyckerhoff kontinuierlich seine internationalen Anstrengungen, so u. a. 1988 mit dem Erwerb des Zementwerks Glen Falls in den USA, 1994 mit der Übernahme der "Sucholoschskzement" östlich von Jekaterinburg in Russland, 1997 dem Erwerb einer Mehrheitsbeteiligung an der "Cement Hranice a.s." in Tschechien und 1999 dem Kauf der amerikanischen "Lone Star Industries". Zudem wurde zum 1. Januar 1991 das 1975 gegründete Zementwerk der Deuna Zement GmbH in der früheren DDR übernommen. 2002 erfolgte der Verkauf der Sopro Bauchemie an die italienische Mapei-Gruppe. Mit dem Stand von 2008 war das Unternehmen vor allem in Deutschland und den USA, in Luxemburg, Tschechien, Polen, in der Ukraine und in Russland präsent. 

Logo von 1985 bis 2008

 Eine Tochtergesellschaft, die "Dyckerhoff Engineering GmbH" beriet bereits seit Jahrzehnten ausländische Regierungen und Investoren und war maßgeblich am Aufbau von Zementindustrien vor allem in Afrika und Asien mit der Planung von Fabriken z. B. in Indonesien, Pakistan und China beteiligt.

### Übernahme durch Buzzi
Das italienische Unternehmen Buzzi Unicem übernahm 2001 rund ein Drittel der Dyckerhoff Stammaktien sowie über 4 % der Vorzugsaktien, erhöhte bis 2007 seine Beteiligung auf über 96 % der Stammaktien und 80 % der Vorzugsaktien.
Im Jahr 2004 erfolgte der Zusammenschluss der Dyckerhoff US-Aktivitäten mit RC Cement von Buzzi Unicem. An der neuen Gesellschaft RC Lonestar hatte Dyckerhoff einen Anteil von 48,5 % und Buzzi Unicem 51,5 %. Außerdem wurde das Unternehmen wegen seiner Beteiligung am Zementkartell zunächst zu einem Bußgeld in Höhe von 95 Millionen Euro verurteilt. Die endgültige Urteilsverkündung erfolgte im Juni 2009: Das Bußgeld für Dyckerhoff wurde aufgrund der kooperativen Unterstützung zur Sachverhaltsklärung auf 50 Millionen Euro reduziert.
2007 gründete Dyckerhoff in den Niederlanden die neue Gesellschaft "Dyckerhoff Basal Nederland B.V." (Beton und Zuschlagstoffe).
Im Jahr 2008 wurde das neue Logo für die Dyckerhoff AG und alle Konzernunternehmen eingeführt. In den Jahren 2008 bis 2010 erfolgte eine Reihe von großen Investitionsprojekten in den USA (neue Ofenlinie im Werk River), in Luxemburg (neue Mahlanlage im Werk Esch), in Russland (neue Ofenlinie im Werk Suchoi Log) und in der Ukraine (Kohlemühlen in den Zementwerken YUG und Volyn).
Im Sommer 2010 haben Dyckerhoff und die Sievert Gruppe ihre Partnerschaft neu geordnet: Dyckerhoff übernahm mit 30 Werksstandorten einen Großteil der Transportbetonsparte der Sievert Gruppe. Sievert übernahm die Sparten Bauchemie und Logistik. Zum Jahresende nahm im Werk Suchoi Log in Russland der neue Ofen 5 seinen Betrieb auf, der zum Teil mit nicht mehr gebrauchten Anlagenteilen aus der gesamten Gruppe errichtet wurde. Im Gegensatz zu den bereits vorhandenen Produktionslinien arbeitet er im modernen und energiesparenden Trockenverfahren. Mit der neuen Ofenlinie erhöhte sich die Kapazität im russischen Dyckerhoff Werk Suchoi Log von 2,4 Mio. t auf 3,6 Mio. t.
Im August 2013 erfolgte die Übernahme der Aktien der verbleibenden freien Aktionäre mittels eines Squeeze-out-Verfahrens; Buzzi hält seitdem 100 % des Kapitals.
Ende August 2013 wurde der börsliche Aktienhandel der Dyckerhoff AG eingestellt und die Gesellschaft Ende März 2014 in eine GmbH umgewandelt.
Das Archiv der Dyckerhoff AG befindet sich bereits seit 2008 im Stadtarchiv Wiesbaden.

## Werke

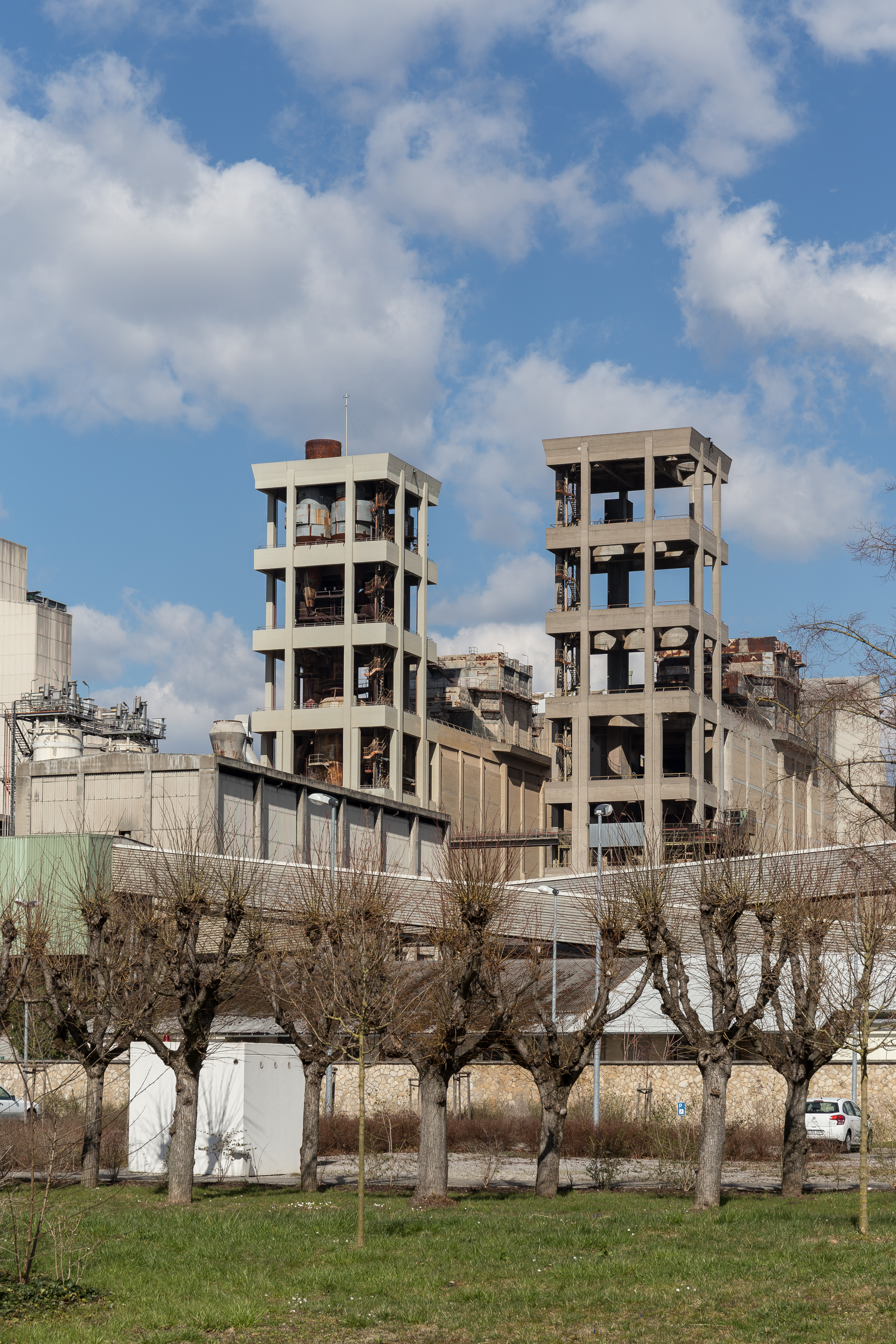
Die stillgelegten, denkmalgeschützten Wärmetauschertürme des Zementwerks Mainz-Amöneburg

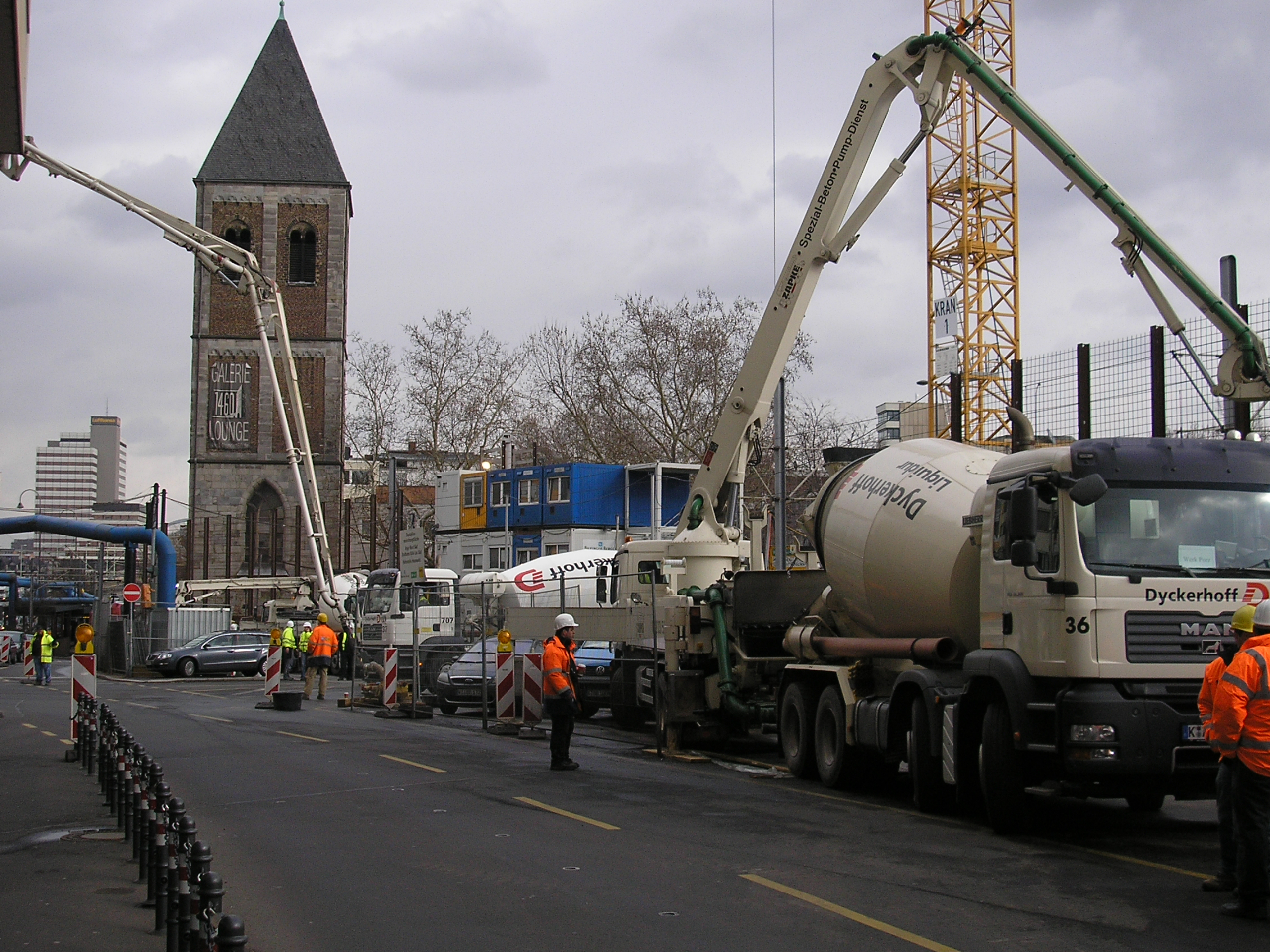
Dyckerhoff bei der Betonierung der Kölner U-Bahn

Die Gruppe betreibt Zement- und Mahlwerke in Mainz-Amöneburg, Geseke, Göllheim, Lengerich, Neuss und Neuwied. Zur Gruppe gehört die Deuna Zement GmbH, sowie international die CIMALUX S.A. (Luxemburg), Cement Hranice a.s. (Tschechien), Dyckerhoff Polska Sp. z o.o. (Polen), PAT YUGcement und PAT Volyn (Ukraine), OAO Sukholozhskcement (Russland) und sieben Werke der RC Lonestar in den USA (Cape Girardeau, Chattanooga, River, Greencastle, Maryneal, Pryor und Stockertown).
Das Werk in Neubeckum wurde Ende 2002 infolge der schlechten Marktsituation zunächst auf Kampagnebetrieb umgestellt. Zum Jahresende 2006 wurde dort die Produktion komplett eingestellt.
Dyckerhoff betreibt insgesamt 265 Transportbetonwerke in sechs Ländern, davon über 130 in Deutschland, 15 in den Niederlanden, 3 in Luxemburg, 29 in Polen, 61 in Tschechien, 18 in der Slowakei sowie sechs Standorte in der Ukraine. (Stand: Jahresende 2013)

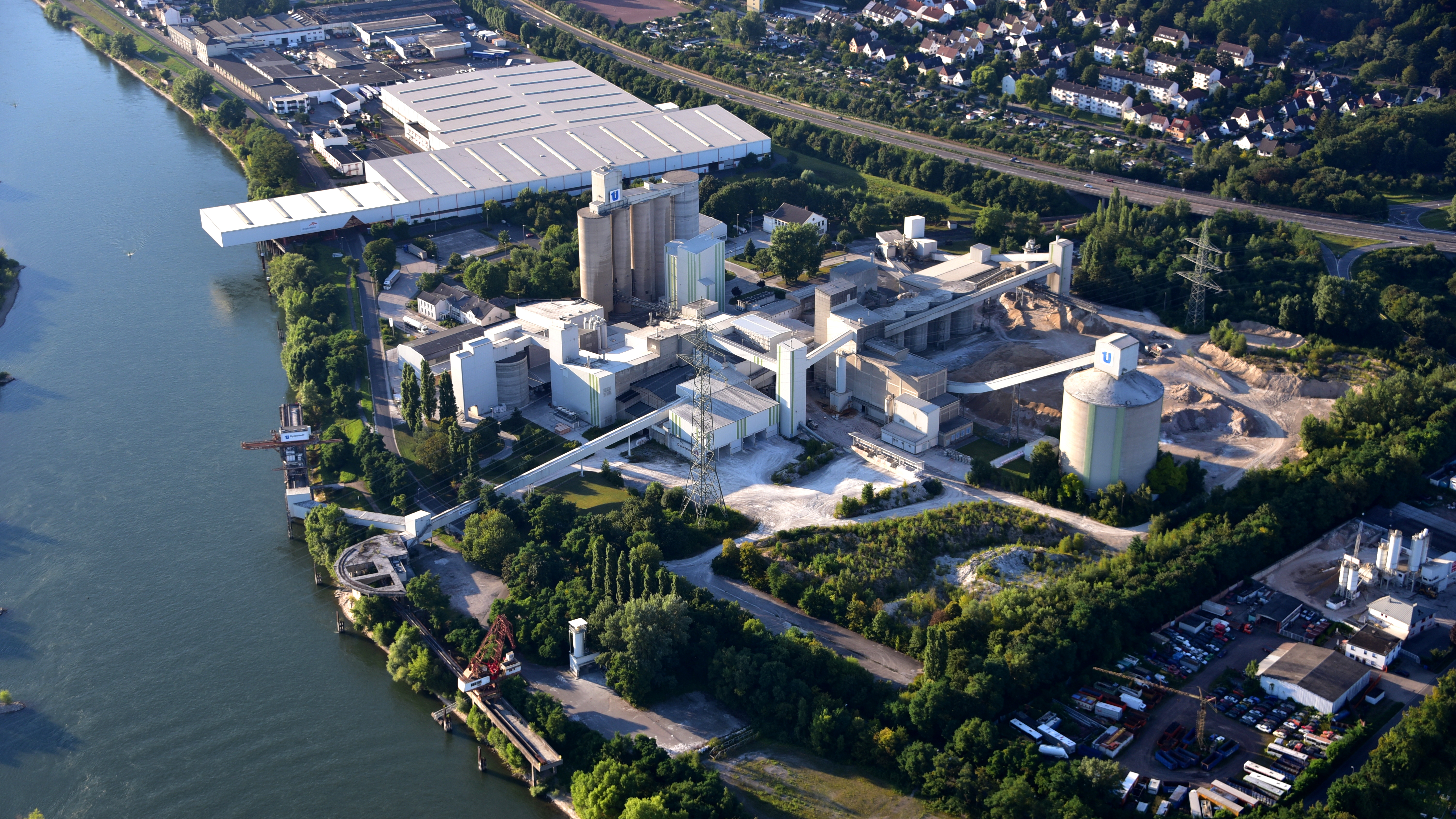
Werk in Neuwied, Luftaufnahme (2016)

## Wirtschaftsdaten
Der Umsatz im Geschäftsjahr 2012 betrug rund 1,6 Milliarden Euro.
Im Jahr 2012 wurden in Deutschland rund 5,0 Millionen Tonnen Zement und rund 4,0 Millionen Kubikmeter Transportbeton abgesetzt. Konzernweit waren es 15,5 Millionen Tonnen Zement und 7,3 Millionen Kubikmeter Transportbeton.
| Jahr | Umsatz in Mrd. € |
| ---- | ---------------- |
| 2012 | 1,60             |
| 2011 | 1,60             |
| 2010 | 1,41             |
| 2009 | 1,37             |
| 2008 | 1,97             |
| 2007 | 1,78             |